# 土耳其航空6491號班機空難
土耳其航空6491號班機是一班土耳其货运航空运营，由土耳其ACT货运航空代操作，从香港国际机场飞往伊斯坦布尔阿塔图尔克机场，经停吉尔吉斯斯坦比什凱克瑪納斯國際機場的定期货运航班。2017年1月16日上午，一架注册号为TC-MCL的波音747-400F执飞该航班，在降落瑪納斯國際機場時墜毀於机场附近一個居民區，造成4名機組人員及地面35名居民死亡（其中有6名兒童），14人受伤。
据吉尔吉斯共和国国家急救部称，该机降落时天气条件恶劣。事发时机场天气极差，能见度仅50米。

## 涉事機型

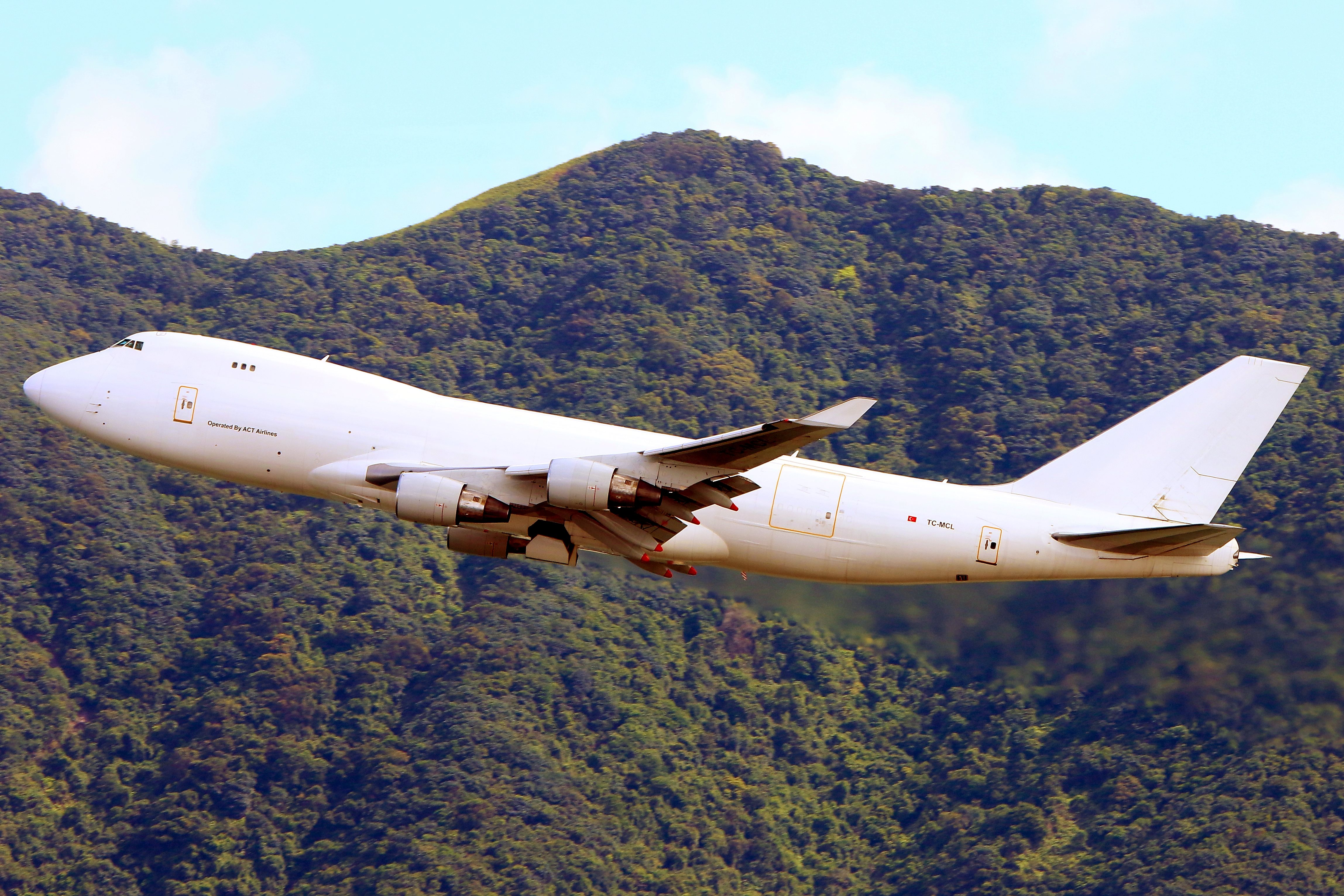
涉事航机于香港国际机场起飞，拍摄于2016年

涉事機型為波音747-400F，註冊號為TC-MCL，使用4台普惠PW4056引擎，2003年2月交付新加坡航空，機齡14年，2015年12月轉售與ACT Airline (MyCargo Airlines)。該機交付後，於2015年12月15日為卡塔尔航空負責貨運服務至2016年1月1日，後來於2016年1月11日轉為向土耳其航空負責貨運服務，不幸地該機事發4天前Mycargo airline才開剛剛開始為土耳其航空執行貨運服務。